# ユア・ヒット・パレード
『ユア・ヒット・パレード』は1955年10月1日から1976年3月にかけて、日本文化放送協会→文化放送より生放送された、洋楽のヒットチャートを紹介する番組である。
番組開始当初は、テレビがまだ黎明期で台数も少なかったことから、主にラジオか映画が最大の娯楽といわれており、主に欧米の映画のサウンドトラックや主題歌・挿入歌を中心にした楽曲をリスナーから寄せられたリクエストなども参考にしてランキング形式にまとめ、そのベスト10と、11位以下に入った楽曲から特に順位が上昇した楽曲などをピックアップして、そのランキングの発表と、注目の楽曲をフルコーラスで放送したというものである。ディスクジョッキーは当時のNCB→QRアナウンサーだった茂木幹弘、田中まり子が担当した。
中でも放送開始直後の1955年10月には、ヴィクター・ヤングと彼の楽団が演奏する「エデンの東」のテーマソングが実に通算78週にわたり第1位を記録して人気を集め、その作品に主演したジェームス・ディーンが交通事故により他界した時は、その追悼の意味で文化放送あてに多数のリクエストはがきが寄せられたといわれている。